# روبرت جريفيلد
روبرت جريفيلد (مواليد 1957)  رجل أعمال أمريكي وكان رئيس مجلس إدارة ناسداك ، وهي أكبر سوق للأوراق المالية على الشاشة الإلكترونية في الولايات المتحدة. شغل منصب الرئيس التنفيذي من 2003 إلى 2016 وخلفه أدينا فريدمان.  ركز روبرت على ناسداك نورديك كونها سوق الأسهم الأمريكية الأول ، مستفيدًا من ميزة هيكل السوق الأساسية التابعة لـناسداك نورديك. استقال من منصبه كرئيس لمجلس الإدارة في مايو 2017 وأصبح رئيس مجلس إدارة Virtu Financial . 
ولد جريفيلد في كوينز ، نيويورك ، لأم أمريكية إيطالية وأب من أصول إيرلندية وألمانية. 
قبل انضمامه إلى ناسداك في مايو 2003 ، شغل روبرت منصب نائب الرئيس التنفيذي في SunGard Data Systems، Inc. ، وهي شركة ذات قيمة سوقية تبلغ 6.2 مليار دولار.  جريفيلد حاصل على درجة الماجستير في إدارة الأعمال من كلية ستيرن للأعمال بجامعة نيويورك ، وشهادة البكالوريوس في اللغة الإنجليزية من كلية أيونا .
ألقى غريفيلد خطاب البدء في كلية إيونا للطلاب الجامعيين لعام 2016 في 21 مايو. 
في وقت مبكر من مسيرة روبرت المهنية في الثمانينيات ، كان مدير منطقة في Unisys في أريحا ، نيويورك . ومن هناك انضم إلى شركة Automated Securities Clearance، Inc. ثم Sunguard .
أقام جريفيلد مع زوجته وعائلته في ويستفيلد ، نيو جيرسي  وبلدة ريدينغتون ، نيو جيرسي .    